# جونیور فیرپو
هکتور جونیور فیرپو آدامس (اسپانیایی: Héctor Junior Firpo Adamés‎؛ زادهٔ ۲۲ اوت ۱۹۹۶) بازیکن فوتبال اهل اسپانیا است که برای باشگاه فوتبال لیدز یونایتد بازی می‌کند. پست تخصصی او مدافع چپ است اما توانایی بازی در پست‌های مدافع مرکزی و وینگر را نیز دارد.
فیرپو در جام قهرمانان زیر ۲۱ سال اروپا ۲۰۱۹ برای تیم ملی اسپانیا به میدان رفت و به قهرمانی این جام رسید.

## عملکرد باشگاهی

### رئال بتیس
جونیور که در سنتو دومینگو متولد شد، در سن شش سالگی به بنالمادنا، مالاگا ،اندلس نقل مکان کرد. در ژوئن ۲۰۱۴، در سن ۱۸ سالگی، از مجموعه پورتو مالاگونیو به مجموعه جوانان رئال بتیس پیوست. او اولین بازی خود را در تاریخ ۱۵ فوریه ۲۰۱۵ در تیم رزرو در تساوی ۱–۱ مقابل گرانادا در سگوندا دیویژن بی انجام داد.
پیش از فصل ۲۰۱۵–۱۶ به تیم بی ارتقا یافته، جونیور به‌طور مرتب در طول فصل ظاهر می‌شد تا اینکه تیمش به دسته پایین‌تر سقوط کرد. در ۱۷ آوریل ۲۰۱۶، او اولین گل بزرگسالان خود در سومین مسابقه با نتیجه ۴–۰ برابر الجسیراس به ثمر رساند. در تاریخ ۱ اوت ۲۰۱۷، پس از گذراندن کل پیش فصل در ترکیب اصلی، جونیور قرارداد خود را تا سال ۲۰۲۱ تمدید کرد.
او اولین بازی خود در لالیگا را در تاریخ ۱۲ فوریه با شکست ۱–۰ دور از خانه مقابلدپورتیوو لاکرونیا انجام داد و به اولین بازیکن جمهوری دومینیکن تبدیل شد که تاکنون در لالیگا حضور داشته‌است. جونیور اولین گل حرفه ای خود را در ۱۷ مارس ۲۰۱۸ و اولین گل را در پیروزی خانه ۳–۰ خانگی مقابل اسپانیول به ثمر رساند. در ۱۹ اوت، پس از اینکه به‌طور قطعی به تیم اصلی معرفی شد، وی با تمدید قرارداد تا سال ۲۰۲۳ موافقت کرد.

### بارسلونا
در تاریخ ۴ اوت ۲۰۱۹، جونیور با ۱۸ میلیون یورو به اضافه ۱۲ میلیون یارو با افزودنی‌ها قرارداد ۵ ساله با بارسلونا امضا کرد. او اولین بازی خود را سه هفته بعد در خانه ۵ بر ۲ به پیروزی مقابل باشگاه سابق خود رئال بتیس انجام داد و ۹ دقیقه آخر را به جای رافینیا بازی کرد. در تاریخ ۲۸ سپتامبر ۲۰۱۹، جونیور اولین گل خود را برای بارسلونا و گل دوم مقابل ختافه را با نتیجه ۲–۰ به ثمر رساند.

## عملکرد بین‌المللی
او علی‌رغم اینکه در جمهوری دومینیکن متولد شده‌است، بیشتر عمر خود را در اسپانیا گذراند و همچنان برای هر دو کشور تابعیت خود را نگه داشته‌است. در ۹ اکتبر ۲۰۱۵، او در نیمه دوم شکست ۰–۶ فیفا را برای تیم ملی بزرگسالان جمهوری دومینیکن در برابر تیم المپیک برزیل بازی کرد.
در تاریخ ۳۱ اوت ۲۰۱۸، جونیور برای دو بازی مقدماتی رقابت‌های قهرمانی زیر ۲۱ سال اروپا برابر آلبانی و ایرلند شمالی به تیم زیر ۲۱ سال اسپانیا فراخوانده شد. او اولین بازی خود را در ۷ سپتامبر با نتیجه ۳–۰ مقابل تیم سابقش انجام داد.

## افتخارات

#### زیر ۲۱سال اسپانیا
- قهرمانی جام ملت‌های فوتبال اروپا زیر ۲۱سال: ۲۰۱۹